# Isabella von Brienne
Isabella von Brienne (* um 1305 im Département Dordogne; † 1360) war Gräfin von Brienne und Lecce, Titularherzogin von Athen.

## Leben
Sie war die Tochter von Walter V. von Brienne, Herzog von Athen, der 1311 in der Schlacht von Halmyros in der Nähe von Theben gefallen war. Als Enkelin von Hugo von Brienne, Graf von Lecce war sie eine Nachkommin der Könige von Jerusalem und Zypern.
Ihr Vater bemühte sich vergeblich das Herzogtum Athen zurückzuerobern. Als er getötet wurde, floh Isabellas Mutter Jeanne de Châtillon († 1354), Tochter des Grafen von Porcéan, mit ihren beiden Kindern nach Frankreich. Die Familie verarmte und Isabella heiratete im Januar 1322 Walter III. von Enghien, einen wallonischen Ritter aus dem Geschlecht Enghien.
Als ihr Bruder Walter VI. von Brienne als Connétable von Frankreich im Jahr 1356 in der Schlacht bei Maupertuis fiel, beerbte sie ihn. Dadurch war sie einige Jahre lang Gräfin von Lecce und Brienne und trug den Titel einer Herzogin von Athen. Zu Lebzeiten teilte sie die geerbten Länder unter ihren Kindern auf. Ihr Nachfolger wurde ihr zweiter Sohn Sohier von Enghien, der seit der Teilung des Erbes (1356–1360) den Titel Herzog von Athen führte.

## Familie
Kinder:
- Isabeau von Enghien († 28. Dezember 1357), Äbtissin von Flines[4]

1. Walter von Enghien (* 5. Juni 1322; † 18. November 1340)
2. Sohier (oder Siger II) von Enghien (* 1324; † 21. März 1364), Graf von Brienne, Titularherzog von Athen
  - Wautier (Walter) IV. von Enghien (* 1360 – † 18. Juli 1381)
3. Louis von Enghien († 17. März 1394), Graf von Conversano, später Graf von Brienne und seit 1381 Titularherzog von Athen
4. Marie von Enghien ⚭ Robert de Roucy († 1363)
5. Johann (Jean) von Enghien († 1380) Graf von Lecce und Herr von Castro ⚭ Bianca del Balzo oder Sanche de Baux
  - Peter von Enghien (Peter I.), Graf von Lecce usw. starb 1384 kinderlos
  - Maria von Enghien (* 1367; † 1446), Gräfin von Lecce ⚭ Raimondo del Balzo Orsini († 1405), den Fürsten von Tarent in Erbfolge. 1406 heiratete sie König Ladislaus von Neapel ((1376–1414)).
6. Marguerite von Enghien, verheiratet mit Pierre de Préaux
7. Jacques von Enghien, Kanoniker in Liège
8. Guy von Enghien († 1377), Herr von Argos und Nauplia
  - Maria von Enghien ⚭ Pietro Cornaro, ein Venezianer. Sie verkauften 1388 die Herrschaft Argos-Nauplia an die Republik Venedig.
9. Engelbert I. von Enghien (* 1330; † 20. Februar 1403), Herr von Ramerupt, La Follie und Seneffe
10. Françoise von Enghien ⚭ Peter, Graf von Montebello
11. Jeanne von Enghien, Nonne von Flines